# Ото Вале
Ото Вале (Беч, 5. новембар 1879 — Њујорк, 11. август 1963) је био аустријски пливач на прелазу из 19. у 20. век, освајач три олимпијске медаље. Био је члан Спортскога клуба Аустрија из Беча.
Са 20 година Вале је учествовао на пливачким такмичењима на Олимпијским играма 1900. у Паризу. У пливању на 200 метара слободним стилом пласирао се у финале, али у финалу није стартовао. У конкуренцији на 1.000 м слободним стилом у полуфиналу је био други, а исти пласман остварио је и у финалу и освојио је сребрну медаљу. Исти успех је поновио и у трећој дисциплини у којој је учествовао 200 метара са препрекама, а која је после ових Игара скинута са пливачког програма.
Године 1900. Вале се преселио у Њујорк и приступио NYAC (Њујоршки Атлетски клуб). Три године касније учествовао је на Летњим олимпијским играма 1904. у Сент Луису. У трци 440 јарди слободним стилом, заузео је треће место и освојио бронзану медаљу. У пливању на једну миљу, био је четврти, а у пливању на 880 јарди није завршио трку (постоје и извештаји да је завршио трку на петом месту).
По завршетку каријере постао је тренер америчке пливачке репрезентатције, коју је водио на Летње олимпијске игре 1912. у Стокхолм. Његова репрезентација је освојила две златне, једну сребрну и једну бронзану медаљу. Касније је био тренер ватерполо репрезентације коју је водио на Летње олимпијске игре 1920. у Антверпен и 1924. у Париз.